# Richard Pickersgill
Richard Pickersgill (West Tanfield (Engeland), 18 April 1749 – Londen, juli 1779) was een Britse marineman en ontdekkingsreiziger. Hij reisde mee met James Cook op diens eerste en tweede reis. Toen de derde reis van Cook aanbrak, werd hij uitgestuurd naar de Baffinbaai in het noordoosten van Canada om Cook te ontvangen moest hij de Noordwestelijke Doorvaart.
Pickersgill volgde de kust van Groenland noordwaarts tot 68°10'NB. Hierna keerde hij terug naar Kaap Vaarwel, waarna hij overstak naar de kust van Labrador. Hier bleef hij drie weken alvorens naar Engeland terug te keren.
Tijdens de tocht had Pickersgill ruzie met zijn tweede man Michael Lane, en na zijn terugkeer werd hij uit het commando ontheven. Naar verluidt was Pickersgill een overmatige drinker die overleed hij toen hij wilde aanmonsteren bij een piratenschip, en daarbij verdronk in de Theems.